# Israëlische academie voor film en televisie
De Israëlische academie voor film en televisie (Hebreeuws: האקדמיה הישראלית לקולנוע וטלוויזיה) is een non-profitorganisatie die zich bezighoudt met film en televisie in Israël. De werking van de organisatie is vergelijkbaar worden met gelijkaardige organisaties in de wereld waaronder de Amerikaanse Academy of Television Arts & Sciences (uitreiker van de Emmy Awards).
De organisatie werd opgericht in 1990 en heeft 900 leden. Het bestuur van de organisatie bestaat uit film- en televisiemakers, vertegenwoordigers van lokale overheden en publieke figuren. Sinds september 2011 is de filmproducent en hoofd van Evanstone Films Ltd., Eitan Evan, voorzitter van de academie.
Jaarlijks wordt door de academie de Ophir Award uitgereikt voor uitstekende Israëlische films. Vanwege de vooruitgang van de televisie-industrie, worden sinds 2003 aparte ceremonieën gehouden voor de film- en de televisieprijzen.